# Заварзин, Георгий Александрович
Гео́ргий Алекса́ндрович Зава́рзин (28 января 1933, Ленинград — 6 сентября 2011, Москва) — советский и российский микробиолог, специалист в области функционального разнообразия бактерий и их геохимической роли.
Академик РАН (1997, членкор АН СССР с 1976), доктор биологических наук (1966), профессор (1976), заслуженный профессор МГУ (1999). Зав. лабораторией и отделом микробных сообществ Института микробиологии РАН (с 1991 года). Зам. председателя Госкомприроды СССР (1990—1991), заместитель министра природы СССР (1991).

## Биография
Родился в семье архитектора А. А. Заварзина (1900—1980) и Н. Б. Заварзиной (ур. Исаченко, 1907—1997). Внук академика Б. Л. Исаченко (1871—1948).
В 1955 окончил биолого-почвенный факультет МГУ, с 1961 заведующий отделом института микробиологии АН СССР.
Научный сотрудник (1955—1960), зав. отделом микробных сообществ (1960—1990) Института микробиологии АН СССР. Зам. председателя Госкомприроды СССР (1990—1991), заместитель министра природы СССР (1991). Зав. лабораторией и отделом микробных сообществ Института микробиологии РАН (с 1991 года).
Преподавал на биологическом факультете МГУ.
В 1958 защитил кандидатскую диссертацию на тему «Возбудитель второй фазы нитрификации», в 1966 — докторскую «Хемоавтотрофные микроорганизмы».
Г. А. Заварзиным сформулированы основные концепции природоведческой микробиологии, имеющие большое теоретическое и мировоззренческое значение. В работах, проведенных под его руководством, впервые охарактеризованы многие физиологические группы бактерий; описаны новые микробиологические процессы, связанные с циклами газов: водорода, метана, окиси углерода, окислением и восстановлением железа, марганца и др.
Им подробно исследованы структура и закономерности функционирования реликтовых экосистем, состоящих преимущественно или исключительно из прокариот: сообществ гидротерм, гиперсоленых, щелочных водоемов, психрофильных сообществ. Изучение трофической организации микробных сообществ имеет приоритетный характер и является новым направлением в науке. Он исследовал роль микроорганизмов в формировании состава атмосферы, круговоротах основных химических элементов и других глобальных процессах, а также в истории биосферы. Разработал системные подходы к анализу физических и химических условий связи микроорганизмов между собой и средой обитания. Особое значение имеют результаты изучения циано-бактериальных сообществ. Суть его подхода к исследованиям заключается в анализе путей метаболизма сообщества. Работы с функциональным разнообразием бактерий позволили ему осветить роль этих организмов в формировании состава атмосферы как наиболее общей планетарной функции микроорганизмов, реконструировать вероятное состояние биосферы докембрия.
По его инициативе начались исследования водородных бактерий в качестве источника белка. В последние годы описал физиологическую группу бактерий, окисляющих окись углерода.
Г. А. Заварзин — основатель новой научной школы микробиологов. Подготовил более 20 кандидатов и докторов наук.
Член-корреспондент АН СССР — Отделение биохимии, биофизики и химии физиологически активных соединений, специализация «физиология микроорганизмов» (23 декабря 1976), академик РАН — Отделение биологических наук (29 мая 1997).
Являлся членом редколлегий журналов «Доклады Академии наук», «Журнал общей биологии» (с 1977 года), «Природа» (с 1982 года), международного журнала «Экологическая химия», «Current Microbiologу».
Председатель Комитета системных исследований РАН (1996—2003). Координатор подпрограммы II Программы No 25 Президиума РАН «Происхождение и эволюция биосферы». Руководитель биосферного направления Государственной программы «Глобальные изменения природной среды и климата». Вице-председатель Межправительственной комиссии по подготовке Конвенции по биоразнообразию. Член руководящего совета Международной геосферно-биосферной программы (IGBP, 1999). Член юридической комиссии Союза микробиологических обществ (ISMS). Вице-президент СКОПЕ.
В 2003 году в своей статье «Антипод ноосферы» предложил понятие какосферы (природная среда, изменённая деятельностью человека настолько, что в ней искажены природные связи и ограничена способность к восстановлению; область дисгармонично изменённой человеком биосферы).
Вместе с членкорами Г. В. Мальцевым и Ф. Ф. Кузнецовым и академиками РАН Т. М. Энеевым и Г. С. Голицыным выступил с критикой «Письма десяти академиков» по поводу клерикализации жизни страны.
В честь Г. А. Заварзина названы новые роды бактерий: Zavarzinia, описанный в 1994 году, и Zavarzinella, описанный в 2009 году.
Похоронен в Москве на Введенском кладбище (2 уч.).

## Награды и отличия
- Награждён орденом Трудового Красного Знамени (1983), орденом Дружбы (2008)[7].
- Лауреат премии им. С. Н. Виноградского АН СССР (1973).
- Удостоен звания «Заслуженный профессор Московского университета» (1999).
- В честь Георгия Александровича был назван исследованный им род бактерий и его единственный представитель вид Zavarzinia compransoris.

## Основные труды
Опубликовал более 280 научных работ по физиологии литотрофных микроорганизмов, экологии и систематике бактерий, в том числе монографии:
- «Литотрофные микроорганизмы» (1972).
- «Фенотипическая систематика бактерий — пространство логических возможностей» (1974).
- «Водородные и карбоксилобактерии» (1978).
- «Бактерии и состав атмосферы» (1984). (Человек и окружающая среда)
- «Кальдерные микроорганизмы» (в соавт., 1989).
- «Введение в природоведческую микробиологию» (в соавт., 2001).
- «Лекции по природоведческой микробиологии» (2004).